# Nicholas Damant
Nicholas Damant (* um 1531 in Brüssel; † 17. Juli 1616 ebenda) war ein katholischer Rat und Staatsmann in den spanischen Niederlanden unter der Herrschaft von Philipp II.
Der Sohn Pieter Damants, Rat und Kämmerer Karls V., stammte aus einer einflussreichen Familie. Sein Bruder, Pieter Damant, wurde Bischof im Bistum Gent. Wie dieser studierte er die Rechte und wirkte als Anwalt, bevor er am 7. Mai 1568 durch den Herzog von Alba in den Provinzialrat von Brabant berufen wurde. 1578 musste er aus Brüssel fliehen, als die niederländische Revolution ausbrach. Seine Güter wurden eingezogen und versteigert. 1582 ernannte ihn der Statthalter Herzog Alessandro Farnese zum Mitglied des Privatrates von Brüssel, der in Tournai tagen musste. 1585 wurde er gegen Protest in den Rat von Flandern berufen, obwohl er aus dem Herzogtum Brabant stammte, und zum Kanzler von Brabant, was er bis 1616 blieb. 1587 folgte die Ernennung zum Siegelbewahrer Philipps II. von Spanien für die niederländischen Besitzungen, wofür er an den königlichen Hof in den neu geschaffenen Obersten Rat für Flandern und Burgund (Real y Supremo Consejo de Flandes y Borgoña) gehen musste. Dort trug er den Titel caballero. Sein Einfluss gegen die spanischen Politiker blieb dort sehr begrenzt. Seine Frau Barbara starb 1591 in Madrid, worauf er in die Niederlande zurückkehrte und dort 1596 seine Ämter wiederaufnahm. Mit dem neuen Statthalter Albrecht VII. von Österreich an der Seite der Infantin Isabella versuchte er noch neue Reformen fortzusetzen, er blieb Staatsrat und Kanzler von Brabant. 1606 kaufte er das Burggrafenamt von Brüssel. 
Nach dem Tod 1616 wurde er in der Brüsseler Kathedrale begraben. Sein Grab wurde durch ein Gemälde von Rubens geziert: Der Auftrag an Petrus (heute in der Wallace Collection in London).

## Einzelbelege
1. ↑  Louis Galesloot: Damant (Nicolas), in: Biographie Nationale de Belgique, vol. 4 (Brussels, 1873), S. 647–649.
2. ↑  Johannes Baptista Christyn: Les délices des Pays-Bas. et se trouve à Anvers, C. M. Spanoghe, 1786 (google.de [abgerufen am 19. Juli 2022]).
3. ↑  Florike Egmond: The World of Carolus Clusius: Natural History in the Making, 1550-1610. Routledge, 2015, ISBN 978-1-317-32421-8 (google.de [abgerufen am 19. Juli 2022]).

| Personendaten    | Personendaten                                                                                       |
| ---------------- | --------------------------------------------------------------------------------------------------- |
| NAME             | Damant, Nicholas                                                                                    |
| KURZBESCHREIBUNG | katholischer Rat und Staatsmann in den spanischen Niederlanden unter der Herrschaft von Philipp II. |
| GEBURTSDATUM     | um 1531                                                                                             |
| GEBURTSORT       | Brüssel                                                                                             |
| STERBEDATUM      | 17. Juli 1616                                                                                       |
| STERBEORT        | Brüssel                                                                                             |